# Чотири місяці, три тижні і два дні
«4 місяці, 3 тижні і 2 дні» (рум. 4 luni, 3 săptămâni şi 2 zile) — румунський фільм 2007 року режисера Крістіана Мунджіу. Він отримав Золоту пальмову гілку на Каннському кінофестивалі у 2007 році, та премію Європейський кіноприз як найкращий європейський фільм

## Сюжет
Румунія, 1987 рік. Останні роки комуністичного режиму Ніколае Чаушеску. Студентки Отілія і Габіце - сусідки по гуртожитку. Габіце вагітна. Аборти заборонені і є карним злочином.
Подруги насилу збирають суму, необхідну для нелегального аборту. Отілія знімає номер у дешевому готелі. Вдень у неї запланована зустріч з якимсь паном Бебе. Обом дівчатам доведеться вперше пройти через подібне випробування. Хто з них постраждає від цього більше?